# Sân bay Benin
Sân bay Benin (IATA: BNI, ICAO: DNBE) là một sân bay ở Thành phố Benin, một thành phố ở bang Edo của Nigeria, châu Phi. Sân bay này có một đường băng dài 2399 m rải bê tông nhựa.

## Các hãng hàng không và các tuyến điểm
Hiện có 4 hãng hàng không hoạt động tại sân bay này với các điểm đến sau:
- Aero Contractors (Lagos)
- Arik Air (Abuja, Lagos)
- Associated Aviation (Lagos)
- Virgin Nigeria (Lagos)